# Haiti ai Giochi della XXIX Olimpiade
Haiti ha partecipato ai Giochi della XXIX Olimpiade di Pechino, svoltisi dall'8 al 24 agosto 2008, con una delegazione di 7 atleti.

## Atletica leggera
| Gara                     | Atleta                | Batterie | Batterie | Quarti | Quarti | Semifinali | Semifinali | Finale | Finale |
| Gara                     | Atleta                | Tempo    | Pos.     | Tempo  | Pos.   | Tempo      | Pos.       | Tempo  | Pos.   |
| ------------------------ | --------------------- | -------- | -------- | ------ | ------ | ---------- | ---------- | ------ | ------ |
| 110 m ostacoli maschili  | Dudley Dorival        | 13"78    | 7        | 13"71  | 7      |            |            |        |        |
| 100 m femminili          | Barbara Pierre        | 11"54    | 4        | 11"56  | 5      |            |            |        |        |
| 400 m femminil           | Ginou Etienne         |          |          | 53"94  | 6      |            |            |        |        |
| 100 m ostacoli femminili | Nadine Faustin-Parker |          |          | 13"25  | 6      |            |            |        |        |

## Judo
| Gara    | Atleta                    | Preliminari                            | Tabellone principale                  | Tabellone principale | Tabellone principale | Tabellone principale | Tabellone principale | Ripescaggi | Ripescaggi | Ripescaggi | Ripescaggi |
| Gara    | Atleta                    | Preliminari                            | Sedicesimi                            | Ottavi               | Quarti               | Semifinali           | Finale               | 1º turno   | Quarti     | Semifinali | Finale     |
| ------- | ------------------------- | -------------------------------------- | ------------------------------------- | -------------------- | -------------------- | -------------------- | -------------------- | ---------- | ---------- | ---------- | ---------- |
| +100 kg | Joel Brutus               | Kim Sung-Bum (Corea del Sud) 0000-1001 |                                       |                      |                      |                      |                      |            |            |            |            |
| 57 kg   | Ange Mercie Jean Baptiste |                                        | Yurisleydis Lupetey (Cuba) 0000-01111 |                      |                      |                      |                      |            |            |            |            |

## Pugilato
| Gara              | Atleta         | Sedicesimi                     | Ottavi | Quarti | Semifinali | Finale |
| ----------------- | -------------- | ------------------------------ | ------ | ------ | ---------- | ------ |
| Pesi mediomassimi | Azea Austinama | Washington Silva (Brasile) 2-6 |        |        |            |        |